# جوئل گرزگیهر
جوئل گرزگیهر (انگلیسی: Joel Gerezgiher؛ زادهٔ ۹ اکتبر ۱۹۹۵) بازیکن فوتبال اهل آلمان است.
از باشگاه‌هایی که در آن بازی کرده‌است می‌توان به باشگاه فوتبال آینتراخت فرانکفورت و باشگاه فوتبال اف‌اس‌وی فرانکفورت اشاره کرد.